# Friedersdorf (Markersdorf)

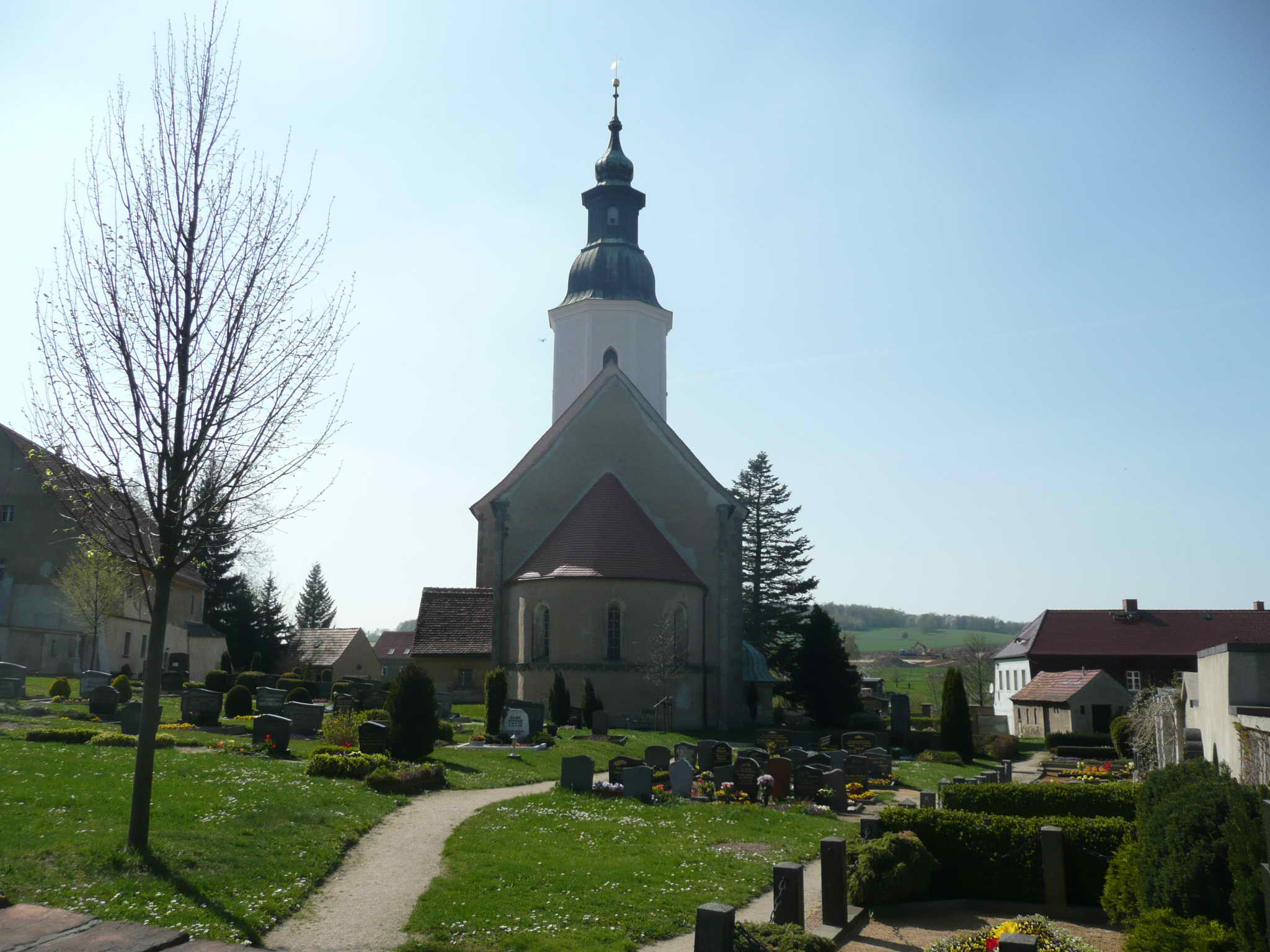
Barockkirche St. Ursula in Friedersdorf

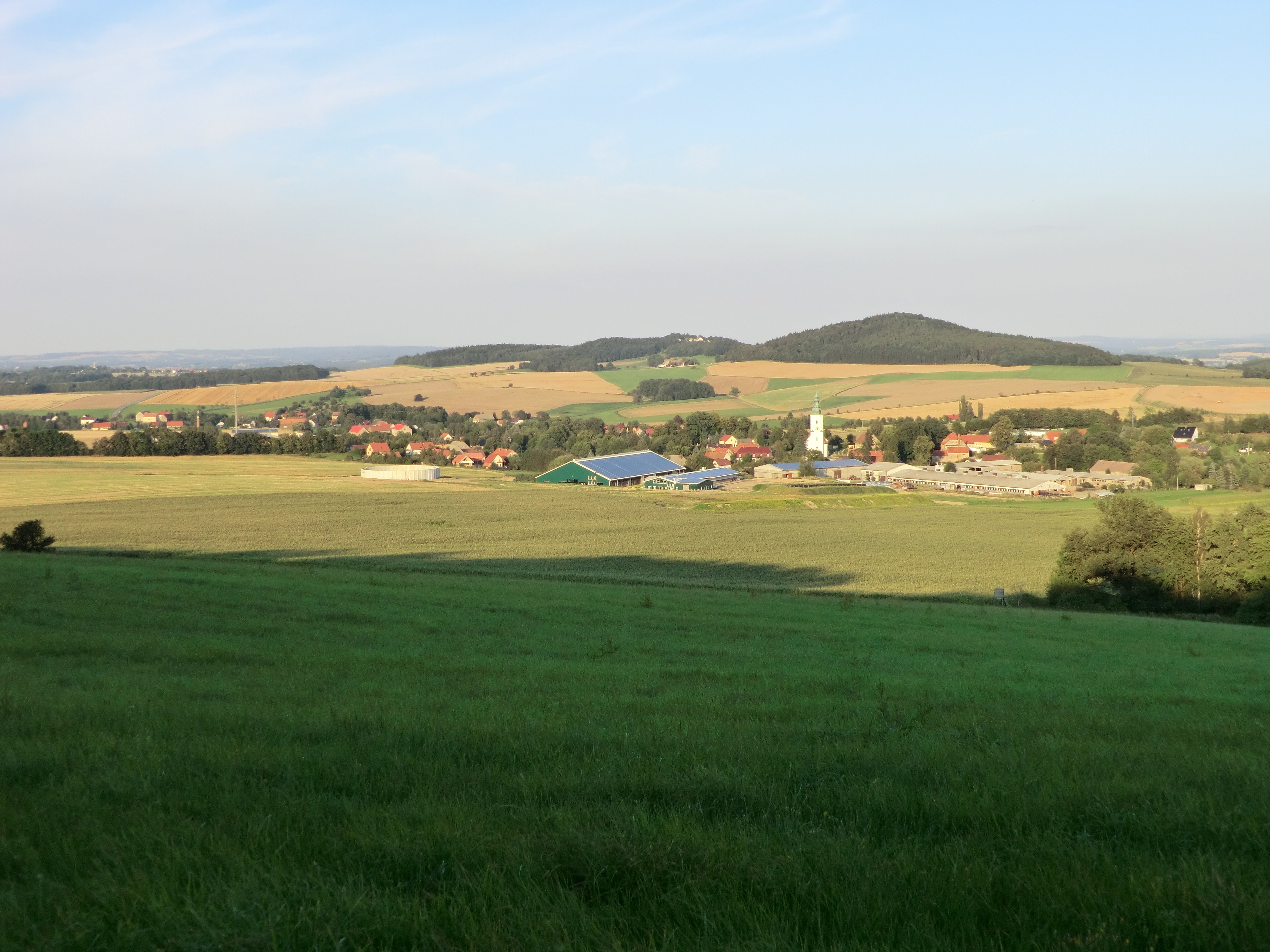
Blick über Friedersdorf vom Friedersdorfer Berg in Richtung Schwarzer Berg

Friedersdorf ist ein Ortsteil der sächsischen Gemeinde Markersdorf im Landkreis Görlitz.

## Geographie

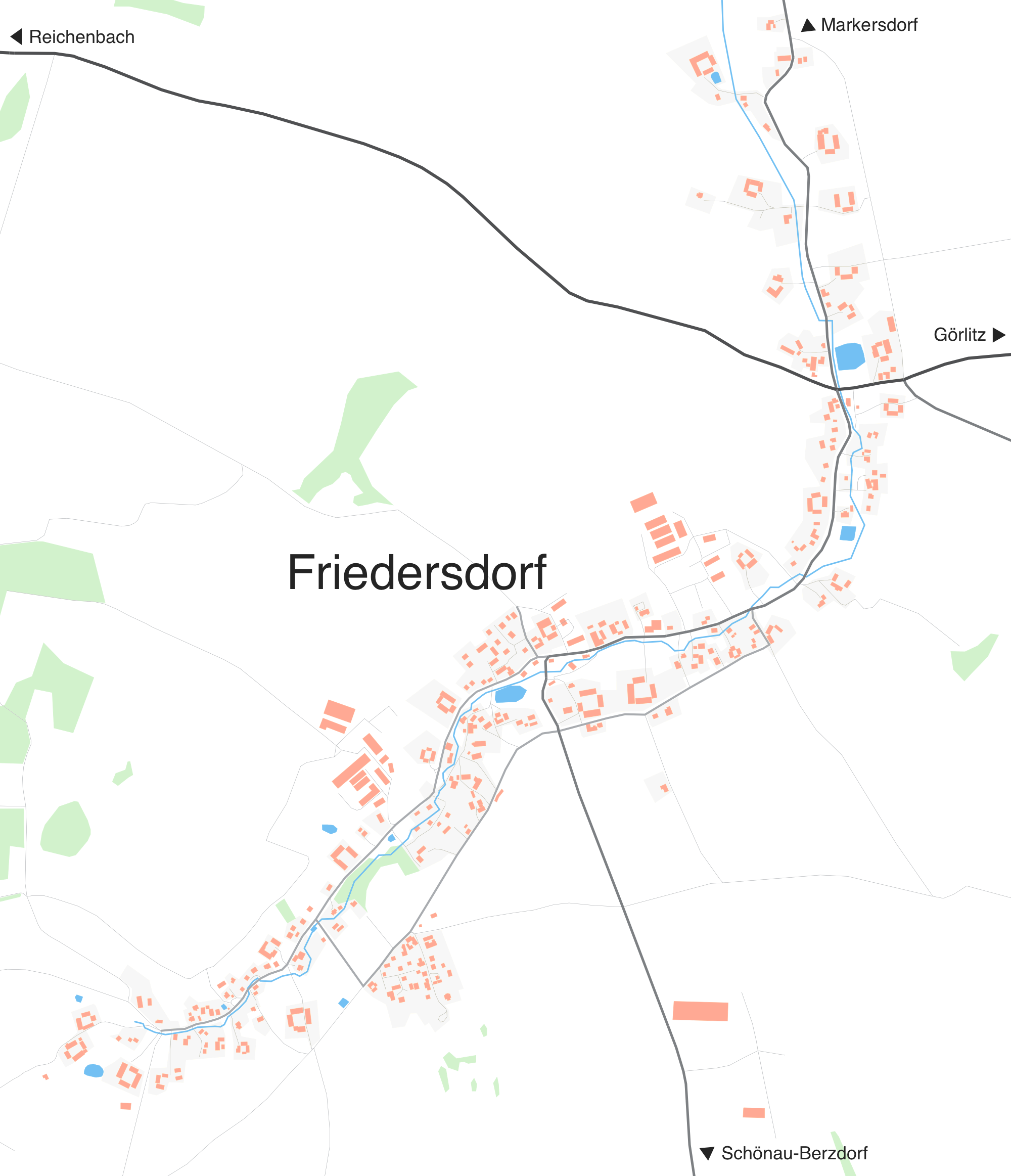
Karte von Friedersdorf

### Lage
Friedersdorf liegt etwa sechs Kilometer südlich von Markersdorf in der Oberlausitz und ist mit 13,31 km² nach Markersdorf der zweitgrößte Ortsteil der Gemeinde. Östlich des Ortes befindet sich der Berzdorfer See. Im Westen des Ortes befindet sich der Friedersdorfer Berg und der Große Nonnenwald. Durch den Ort führt die Kreisstraße 8403. Durch Friedersdorf fließt das Friedersdorfer Wasser.

### Nachbarorte
| Gersdorf          | Markersdorf                                 | Pfaffendorf         |
| Deutsch-Paulsdorf | Kompassrose, die auf Nachbargemeinden zeigt | Jauernick-Buschbach |
|                   | Schönau-Berzdorf                            |                     |

## Geschichte
Erstmals urkundlich erwähnt wurde Friedersdorf im Jahr 1286. Es ist aber davon auszugehen, dass der Ort schon länger existiert. In einer Urkunde von 1363 wird der Ort mit Friederychsdorf benannt. Das Waldhufendorf Friedersdorf war um 1825 zum Landkreis Görlitz gehörig. Im Jahr 1895 betrug die Größe der Gemarkung 1323 Hektar. Der Ort war zuerst nach Gersdorf gepfarrt, später gab es eine eigene Pfarrkirche. 1947 wurde der Ort Teil des Kreises Weißwasser-Görlitz und 1952 des Kreises Görlitz. Seine Eigenständigkeit verlor Friedersdorf im Jahr 1994 durch die Eingemeindung nach Markersdorf. Der Landkreis Görlitz ging 1994 in den Niederschlesischen Oberlausitzkreis über, der zum 1. August 2008 durch die Kreisreform Sachsen 2008 zum neuen Landkreis Görlitz kam.
In der Literatur wird Friedersdorf oft als Friedersdorf bei der Landeskrone oder auch Friedersdorf an der Landeskrone bezeichnet, was auf seine Lage, „eine Stunde westlich von der Landeskrone“ zurückzuführen ist.

### Entwicklung der Einwohnerzahl
| Jahr | Einwohnerzahl                             |
| ---- | ----------------------------------------- |
| 1777 | 46 besessene Mann, 36 Gärtner, 77 Häusler |
| 1825 | 975                                       |
| 1871 | 964                                       |
| 1885 | 850                                       |
| 1905 | 686                                       |

| Jahr | Einwohnerzahl |
| ---- | ------------- |
| 1925 | 661           |
| 1929 | 673           |
| 1939 | 652           |
| 1946 | 964           |
| 1950 | 927           |
| 1964 | 703           |

| Jahr | Einwohnerzahl |
| ---- | ------------- |
| 1990 | 598           |
| 1994 | 597           |
| 2000 | 712           |
| 2002 | 693           |
| 2004 | 664           |

| Jahr | Einwohnerzahl |
| ---- | ------------- |
| 2005 | 657           |
| 2006 | 655           |
| 2007 | 660           |
| 2008 | 668           |
| 2009 | 651           |

## Persönlichkeiten
- Johann Traugott Schneider (1788–1835), Regionalhistoriker der Oberlausitz und preußischer Landesbeamter, wurde hier geboren